# Ценгер, Эрих
Э́рих Це́нгер (нем. Erich Zenger; 5 июля 1939, Дольнштайн — 4 апреля 2010, Мюнстер) — немецкий богослов, филолог-гебраист. Католический священник (рукоположен в 1964). Более всего известен как библеист, занимавшийся исследованиями Ветхого Завета.

## Краткий обзор биографии и научной деятельности
В 1973—2004 годах — профессор Мюнстерского университета, где вёл курс Ветхого Завета. Автор многих монографий и научных статей, выдержанных в духе критической библеистики. Наиболее известна книга «Введение в Ветхий Завет» (под редакцией и с авторскими материалами Ценгера), опубликованная впервые в 1995 и переведённая на португальский, итальянский, корейский и русский языки. В 2000 годах занимался (в соавторстве с Ф.-Л. Хосфельдом) фундаментельным комментарием Псалтири в серии Herders theologischer Kommentar: были опубликованы второй том (псалмы 51–100) и третий том (псалмы 101–150); первый том так и не была выпущен в связи со смертью Ценгера.

## Монографии (выборка)
- (соавтор: F.-L. Hossfeld) Die Psalmen I. Psalm 1-50. Würzburg: Echter, 1993 (Die neue Echter-Bibel, Lfg. 29) (перевод на английский 2005)
- (соавтор: F.-L. Hossfeld) Die Psalmen II. Psalm 51-100. Würzburg: Echter, 2002 (Die neue Echter-Bibel, Lfg. 40) (перевод на английский 2005)
- (соавтор: F.-L. Hossfeld) Die Psalmen III: Psalm 101—150. Würzburg: Echter, 2012. 392 S. (Die neue Echter-Bibel, Lfg. 41)
- (соавтор: F.-L. Hossfeld) Psalmen 51-100. Freiburg: Herder, 2000, 3. Aufl. 2007, 728 S. (Herders theologischer Kommentar zum Alten Testament)
- (соавтор: F.-L. Hossfeld) Psalmen 101—150. Freiburg: Herder, 2008, 912 S. (Herders theologischer Kommentar zum Alten Testament)
- Einleitung in das Alte Testament, hrsg. v. E. Zenger. Stuttgart, 1995, 7. Aufl. 2008 (Kohlhammer Studienbücher Theologie 1); в русском переводе — Введение в Ветхий Завет. М.: Библейско-богословский институт, 2008.